# Jane Channell
Jane Channell (North Vancouver, 23 agosto 1988) è una skeletonista canadese.

## Biografia
Durante gli studi frequentati presso la Simon Fraser University, la Channel ha praticato diversi sport tra cui principalmente l'atletica leggera, nelle discipline veloci e nel lancio del giavellotto, e il softball.
Pratica lo skeleton dal 2011, ispirata dalla medaglia d'oro conquistata dal connazionale Jon Montgomery a Vancouver 2010. Inizia a gareggiare per la squadra canadese nel 2012 competendo nei circuiti minori e vincendo la classifica generale della Coppa Nordamericana nel 2012/13. 
Debuttò in Coppa del Mondo nella seconda metà della stagione 2013/14 (18ª a Schönau am Königssee) e ottiene il suo primo podio il 4 dicembre 2015 a Winterberg (3ª nel singolo). In classifica generale detiene quale miglior piazzamento il terzo posto ottenuto nel 2015/16 dietro alle colleghe tedesche Tina Hermann, che si è aggiudicata la Coppa, e Jacqueline Lölling.

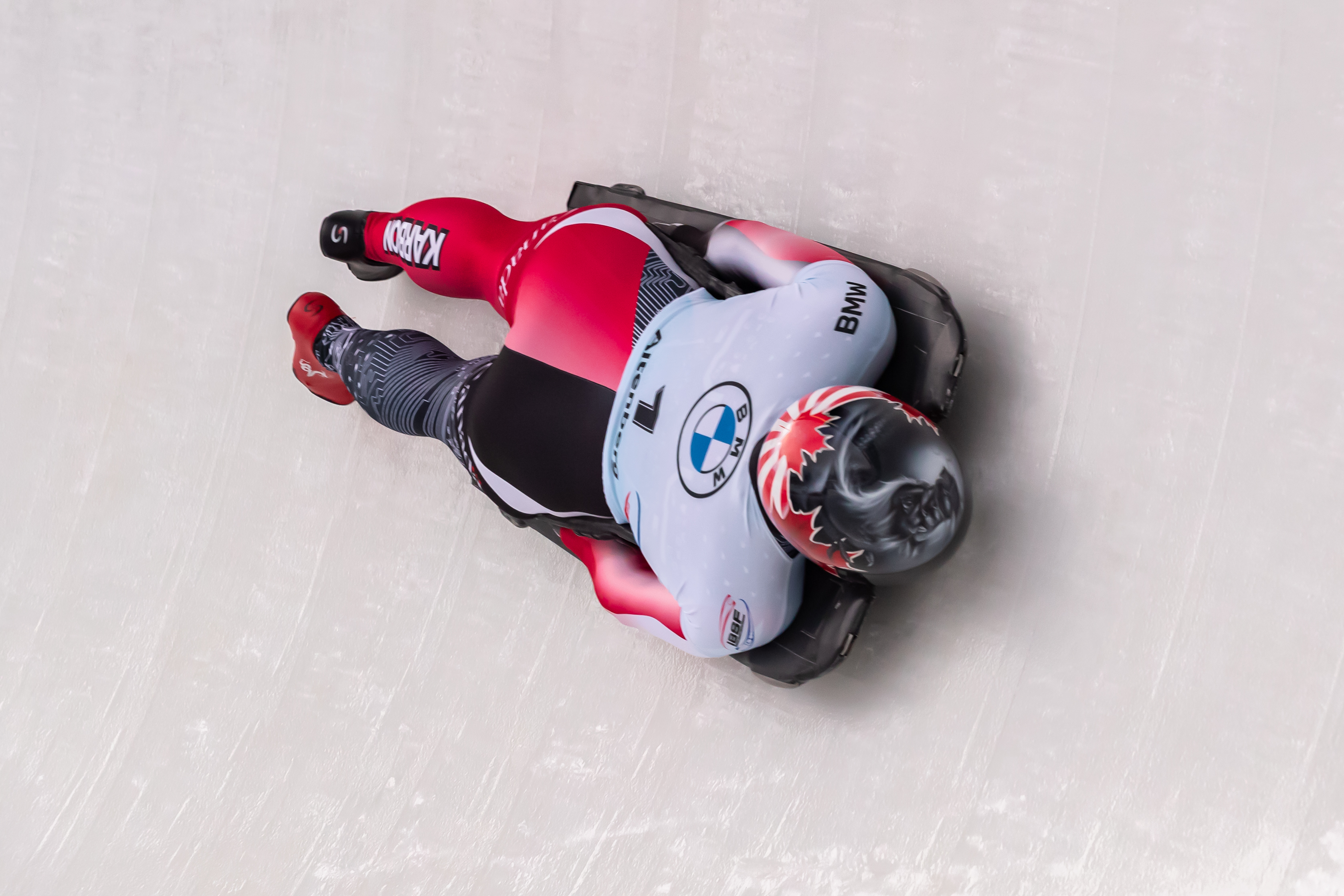
Jane Channell in gara ai campionati mondiali di Altenberg 2021

Ha partecipato ai Giochi olimpici invernali di Pyeongchang 2018, classificandosi al decimo posto nel singolo.

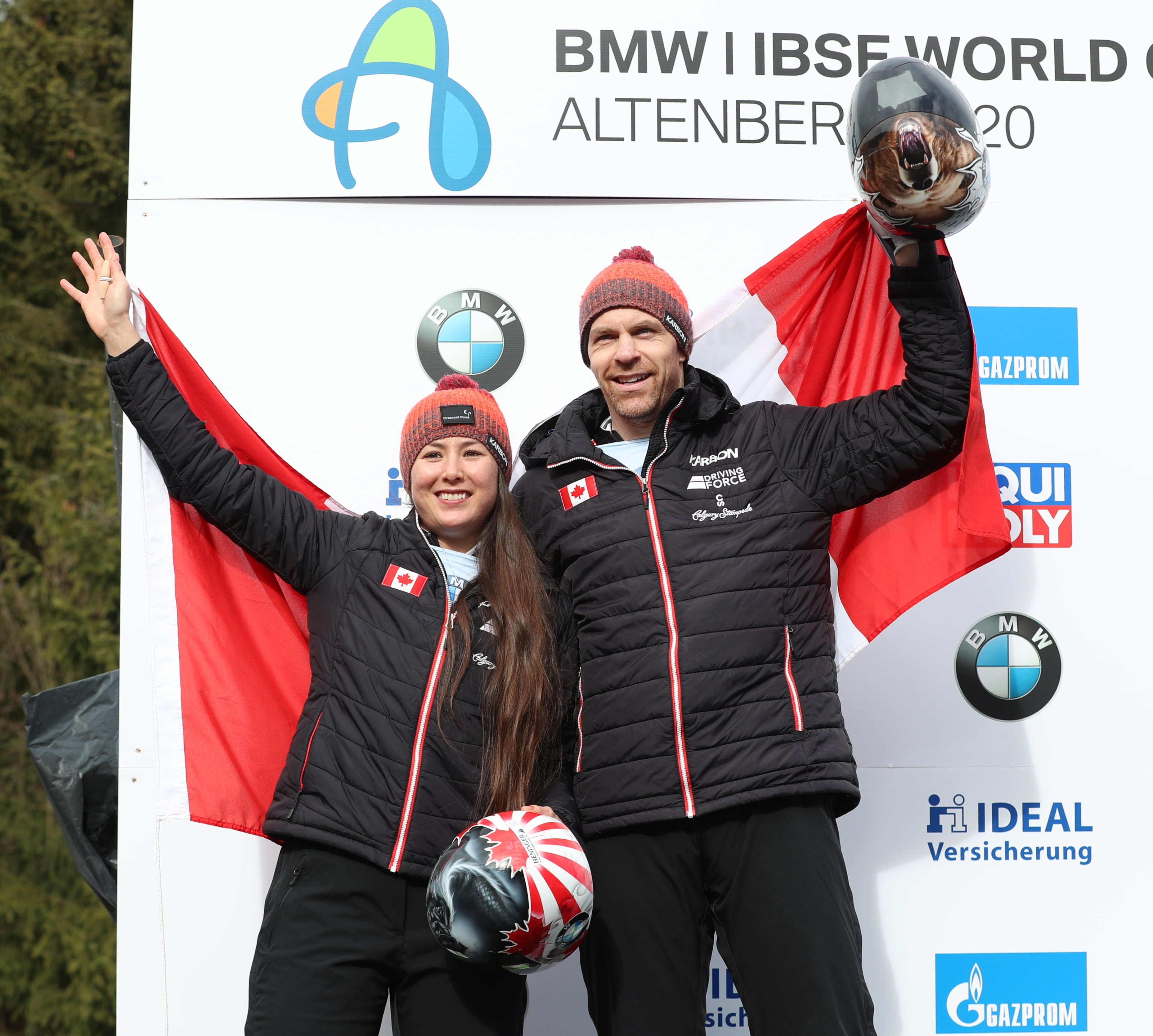
Jane Channell con Dave Greszczyszyn sul podio dei campionati mondiali di Altenberg 2020, dove vinsero la medaglia d'argento nella gara a squadre

Ha altresì preso parte a cinque edizioni dei campionati mondiali conquistando in totale una medaglia d'argento. Nel dettaglio i suoi risultati nelle prove iridate sono stati, nel singolo: quarta a Winterberg 2015, tredicesima a Igls 2016, ottava a Schönau am Königssee 2017, ottava ad Altenberg 2020 e ottava ad Altenberg 2021; nella gara a squadre: quinta a Igls 2016, ottava a Schönau am Königssee 2017. medaglia d'argento ad Altenberg 2020 e non partita ad Altenberg 2021.

## Palmarès

### Mondiali
- 1 medaglia:
  - 1 argento (gara a squadre ad Altenberg 2020).

### Mondiali di spinta
- 1 medaglia:
  - 1 argento (singolo a Lake Placid 2022)

### Coppa del Mondo
- Miglior piazzamento in classifica generale: 3ª nel 2015/16.
- 4 podi (tutti nel singolo):
  - 2 secondi posti;
  - 2 terzi posti.

### Circuiti minori

#### Coppa Intercontinentale
- Miglior piazzamento in classifica generale: 5ª nel 2013/14.
- 1 podio (nel singolo):
  - 1 secondo posto.

#### Coppa Nordamericana
- Vincitrice della classifica generale nel 2012/13.
- 2 podi (nel singolo):
  - 1 vittoria;
  - 1 terzo posto.